# Torre del Palomar
La torre del Palomar es una torre albarrana situada en el municipio zaragozano de Maluenda y que se encuentra en grave riesgo de desaparición total.

## Historia
No tenemos noticias directas sobre la construcción de esta torre, pero sin duda tuvo una función relacionada con el castillo, sirviéndole como torre albarrana, controlando el acceso. Por el tipo de construcción, parece haber sido construida ya en época cristiana, posiblemente durante las invasiones castellanas del siglo XIV. Más tarde, sobre el siglo XVI se sustituiría el remate militar almenado por una galería de arcos en ladrillo, cubriéndola con un tejado a cuatro aguas. Se trata de una torre con gran desarrollo en altura, situada en la parte alta de la localidad, al lado del camino que lleva al castillo.

## Descripción
Se trata de una torre de planta rectangular, de unos 7 por 4 metros, alcanzando los 15 de altura. Realizada en mampostería revocada, excepto el remate, que presenta una galería mudéjar de arcos. Presenta grietas al exterior y los vanos se encuentran tapiados con ladrillos. Se articula en cuatro plantas, las dos primeras se cubren con bóveda de cañón apuntado reforzada por arcos fajones de ladrillo mientras que las otras dos lo hacen con techumbre de madera. Estas plantas se comunican mediante una escalera lateral adosada al muro e iluminada por las saeteras. Está rodea exteriormente por todos sus lados con una cerca. Ha sido modificada en algunas partes pero otras mantienen la obra original, en mampostería. Se encuentra en un estado de conservación lamentable lo que hace que esté incluido en la Lista roja de patrimonio en peligro (España).